# 程怀信
程怀信（8世纪？—805年），唐朝定州安喜人。横海节度使程日华的侄子，程怀直的从兄。
贞元十一年（795年）程怀直不肯体恤士兵，军士不胜寒馁，在野外打猎，数日不返。程怀信担任兵马使，趁着大家不满，便关闭城门，不让程怀直进城，程怀直只好逃到京城长安。十月十四日，唐德宗任命虔王李諒为节度使，程怀信为横海留后。贞元十二年（795年），程怀信为节度使。贞元二十一年（805年）七月二十六日，横海军节度使程怀信去世，唐顺宗任命他的儿子节度副使程执恭为留后。